# 하세역 (가나가와현)

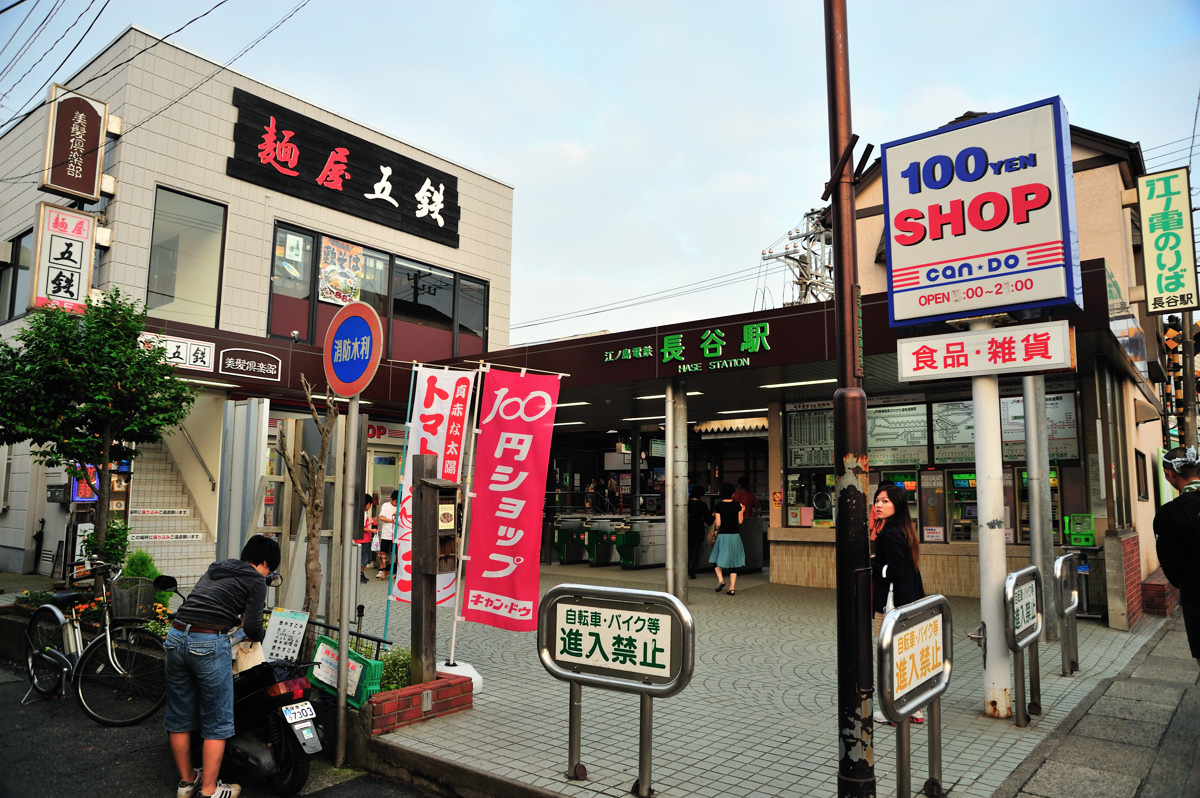
하세 역 앞의 모습.

하세역(일본어: 長谷駅、はせえき)은 에노시마 전철선의 역이다. 가나가와현 가마쿠라시에 있으며, 유인역이다.

## 역사
하세 역은 1907년에 영업을 개시하였다. 현재쓰이는 역 건물은 1985년에 신축하였다.

## 승하차 변동
2008년 기준, 일일 승하차 인원은 8268명이다.

## 역 구조
하세 역은 2면2선의 승강장구조를 가지고 있는 지상역이다. 승강장은 상대식 승강장이며, 역무원들이 상주하는 유인역이다. 전에는 가마쿠라방면 승강장에 여분의 선로 1개가 존재하여 가마쿠라-하세를 왕복하는 열차운용시에 사용하였다. 현재는 자전거대여점이 점유하고 있다.
| 1 | ■ 에노시마 전철선 | 후지사와 방면 |
| 2 | ■ 에노시마 전철선 | 가마쿠라 방면 |

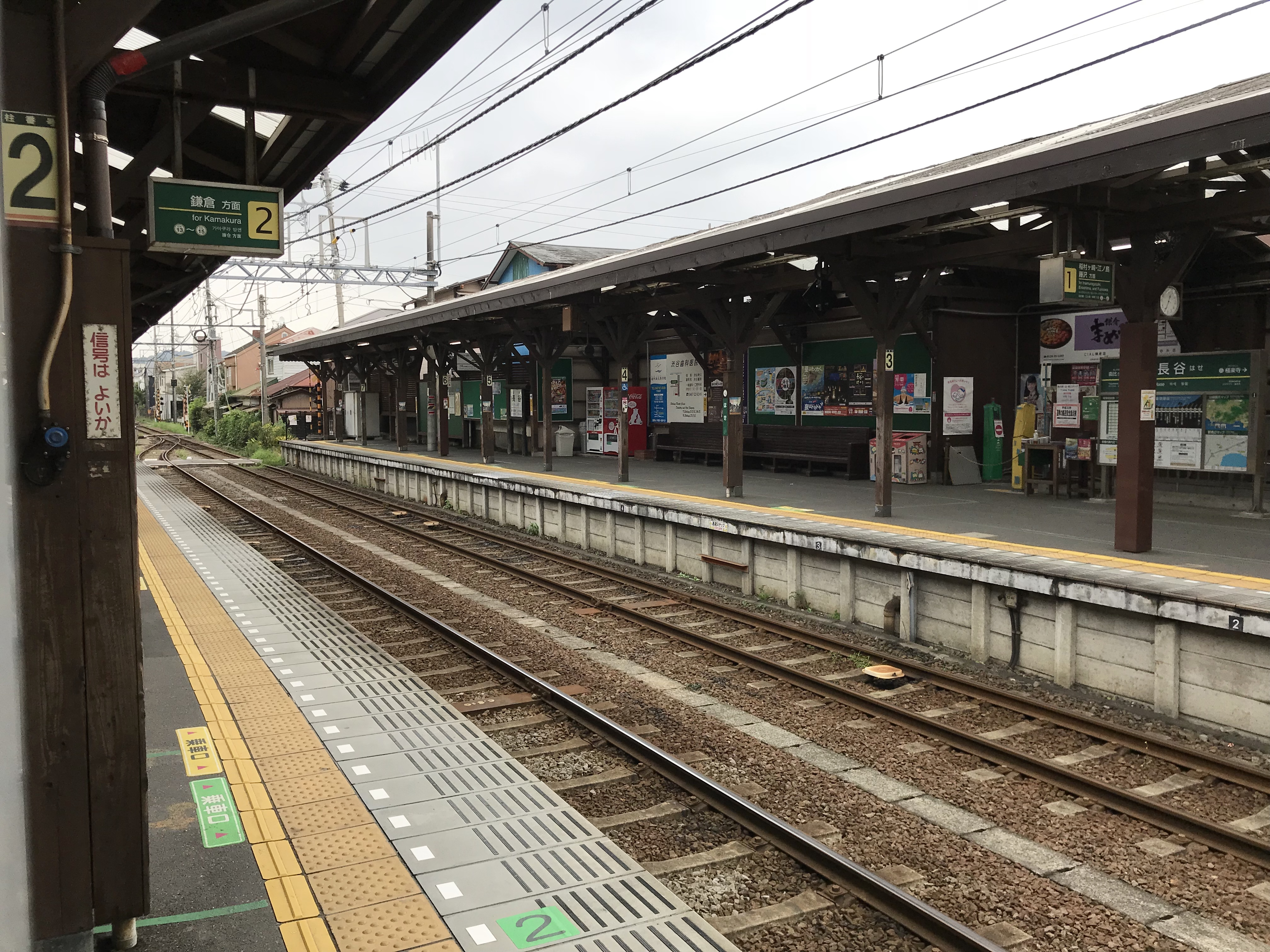
승강장（2018년 8월 12일）
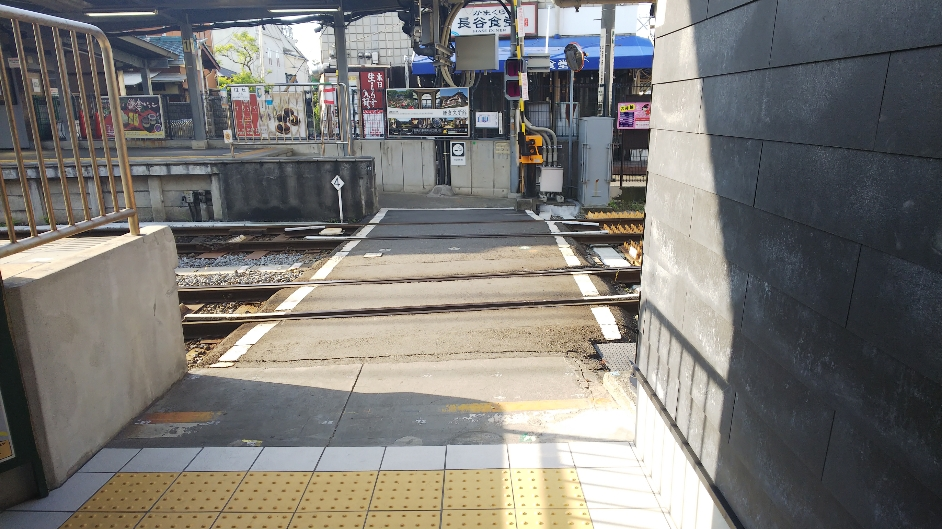
상하선 승강장을 연결하는 구내 건널목 (2020년 5월 1일)
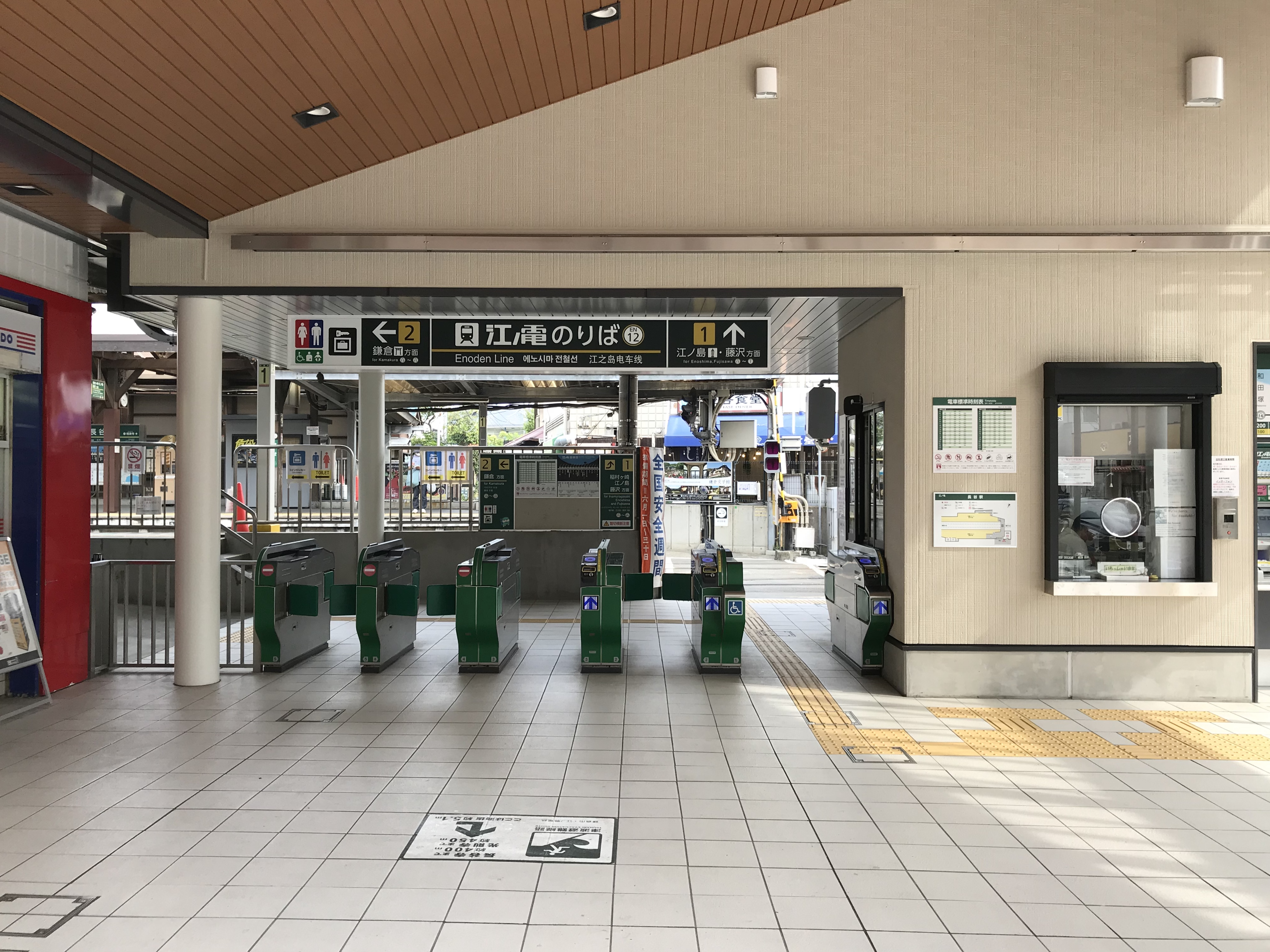
개찰구（2020년 6월 3일）

## 역 시설
- 다른 승강장과의 연결은 도쿄수도권에서는 드문 구조인 역내 건널목을 통한 통행구조로 되어있다. 낮에는 안전을 위해 안전요원이 배치된다. 일반적으로는 북쪽개찰구를 통해 개찰이 이루어지지만 사람이 번잡한 시기에는 남쪽의 IC카드용 임시개찰구를 통해서도 개찰을 한다. 임시개찰구에서는 역무원이 직접 표를 개찰한다.
- 화장실은 가마쿠라방면 승강장의 유이가하마쪽 끝에 설치되어있다. 신체장애인용 화장실역시 갖추고 있다.
- 2006년 10월에 자동개찰기가 설치되었으며, 2007년 3월부터 IC카드를 통한 개찰이 시작되었다.

## 역 주변 정보
- 하세 역에는 100엔샵, 라면집, 미용실이 병설되어 있다.
- 하세 역 근처에는 유명한 관광지가 있다. 가마쿠라 대불이 있는 고토쿠인이 근처에 있으며, 하세관음이 있는 하세데라(長谷寺)라는 절이 있다.
- 인근에 버스정류장이 있다.